# Abd-an-Nabi ibn Alí
Abd-an-Nabí ibn Alí (àrab: عبد النبي بن علي, ʿAbd an-Nabī b. ʿAlī) fou el tercer i darrer emir màhdida de Zabid, fill del fundador Alí ibn Mahdí. Va succeir el seu germà Mahdí ibn Alí quan aquest va morir en 1163, tot i que és possible que haguessin governat plegats, amb Mahdí encarregant-se dels afers militars i Abd-an-Nabí dels civils.
El pillatge de territoris veïns va continuar. Lahej i Abyan foren atacades i també es van fer ràtzies cap al nord de la Tihama en territori dels emirs sulaymànides. El 1164 el seu germà Abd-Al·lah ibn Alí l'hauria enderrocat breument però va recuperar el poder. El 1164 en un dels atacs màhdides cap a la Tihama va morir el sulaymànida Wahhàs ibn Ghànim que fou una de les causes de la conquesta del Iemen (9 anys després) pels aiúbides. El 1165 va ocupar Taizz i Ibb i al mateix any va assetjar Aden. El setge va durar fins al 1172 quan el zuràyida Hàtim ibn Alí que ja portava assetjat set anys, va anar a Sanaa per obtenir l'aliança d'Alí ibn Hàtim (que havia succeït al seu pare Hàtim ibn Àhmad com emir de la dinastia hatímida de Yam); com que els dos eren ismaïlites l'acord es va aconseguir però Alí va posar com a condició que la fracció dels Janb del Dhamar, de la tribu Madhhidj, hi havia de participar; Hàtim els va convèncer i hatimites (Banu Yam) i Jand (Madhhidj) van marxar contra Aden i van obligar els màhdides a aixecar el setge després que els van causar fortes baixes (1173).
Poc mesos després van arribar a la Tihama els aiúbides, que es van reunir amb els sulaymànides que esperaven venjar la mort de Wahhàs ibn Ghànim. Els aiúbides van avançar cap al sud i van entrar a Zabid el 14 de maig de 1174. L'emir Abd-an-Nabí i el seu germà Àhmad van ser fets presoners i foren executats el 1176. Algun membre de la família màhdida va intentar després recuperar Zabid, però no ho van aconseguir i la dinastia va desaparèixer definitivament.